# Owen McCann

Kardinalswappen

Owen Kardinal McCann (* 29. Juni 1907 in Woodstock, Kapstadt, Südafrika; † 26. März 1994 in Kapstadt) war Erzbischof von Kapstadt.

## Leben
Owen McCann studierte in Kapstadt und Rom die Fächer Philosophie und Katholische Theologie und empfing am 21. Dezember 1935 die Priesterweihe; anschließend wurde er zu weiterführenden Studien freigestellt. Von 1940 bis 1948 arbeitete er als Herausgeber der Zeitschrift „The Southern Cross“ sowie als Gemeindeseelsorger. Von 1948 bis 1950 war er Pfarrer in Kapstadt, ehe ihn Papst Pius XII. am 12. März 1950 zum Titularbischof von Stectorium ernannte und zum Apostolischen Vikar von Kapstadt bestellte. Die Bischofsweihe spendete ihm am 18. Mai 1950 Erzbischof Martin Lucas SVD, Apostolischer Delegat in Südafrika. Mitkonsekratoren waren John Colburn Garner, Titularbischof von Tracula und Apostolischer Vikar von Pretoria, sowie Bernard Cornelius O’Riley, Titularbischof von Phoba und emeritierter Apostolischer Vikar vom Westlichen Kap der Guten Hoffnung.
Papst Pius XII. ernannte Owen McCann 1951 zum ersten Erzbischof von Kapstadt. Von 1962 bis 1965 nahm er am Zweiten Vatikanischen Konzil teil. Papst Paul VI. nahm ihn 1965 als Kardinalpriester mit der Titelkirche Santa Prassede in das Kardinalskollegium auf.
Owen McCann leitete viele Jahre die südafrikanische Bischofskonferenz und stand der Erzdiözese Kapstadt bis 1984 vor. 
Er starb am 26. März 1994 in Kapstadt und wurde in der dortigen Kathedrale bestattet.